# Atlanta Dream
Atlanta Dream és un equip de la WNBA, la lliga professional de bàsquet femení dels Estats Units d'Amèrica, fundat el 2008, data en què va començar a competir a la lliga. Té la seu a la ciutat d'Atlanta, a l'estat de Geòrgia. Juga els seus partits al Philips Arena. És l'equip germà dels Atlanta Hawks de la NBA, amb qui comparteixen pavelló.

## Història
L'equip és propietat d'en J. Ronald Terwilliger, un magnat de les immobiliàries. El 27 de novembre de 2007 l'equip va nomenar a Marynell Meadors entrenadora, convertint-se en la primera de la història de la franquícia. Meadors va ser la primera entrenadora també de les desaparegudes Charlotte Sting quan l'equip es va formar el 1997.
El 23 de gener del 2008, Atlanta va anunciar que el renom de l'equip seria el de Dream (somni), i els colors, el blau clar, el blanc i el vermell. El 6 de febrer Es va celebrar el draft d'expansió, en el qual van poguer escollir una jugadora de cadascun dels altres 13 equips de la lliga.

## Trajectòria
Nota: G: Partits guanyats P:Partits perduts %:percentatge de victòries